# Musikalisk form
Musikalisk form är musikens uppbyggnad ur ett musikteoretiskt perspektiv. Det handlar om hur olika sorters melodier kan skapas från toner, harmonier och rytmer från musikinstrument.
I viss mån motsvaras den av metriken i poesi.